# Cerfeuil sauvage
Anthriscus sylvestris
Pour les articles homonymes, voir Cerfeuil (homonymie).
Espèce
Classification phylogénétique
Le Cerfeuil sauvage ou Anthrisque sauvage, encore appelé Cerfeuil des bois (Anthriscus sylvestris), est une espèce de plantes à fleurs de la famille des Apiaceae. C'est une plante herbacée bisannuelle ou vivace (parfois annuelle) trouvée dans une grande partie de l'Eurasie et dans les zones montagneuses d'Afrique.

## Étymologie et dénominations

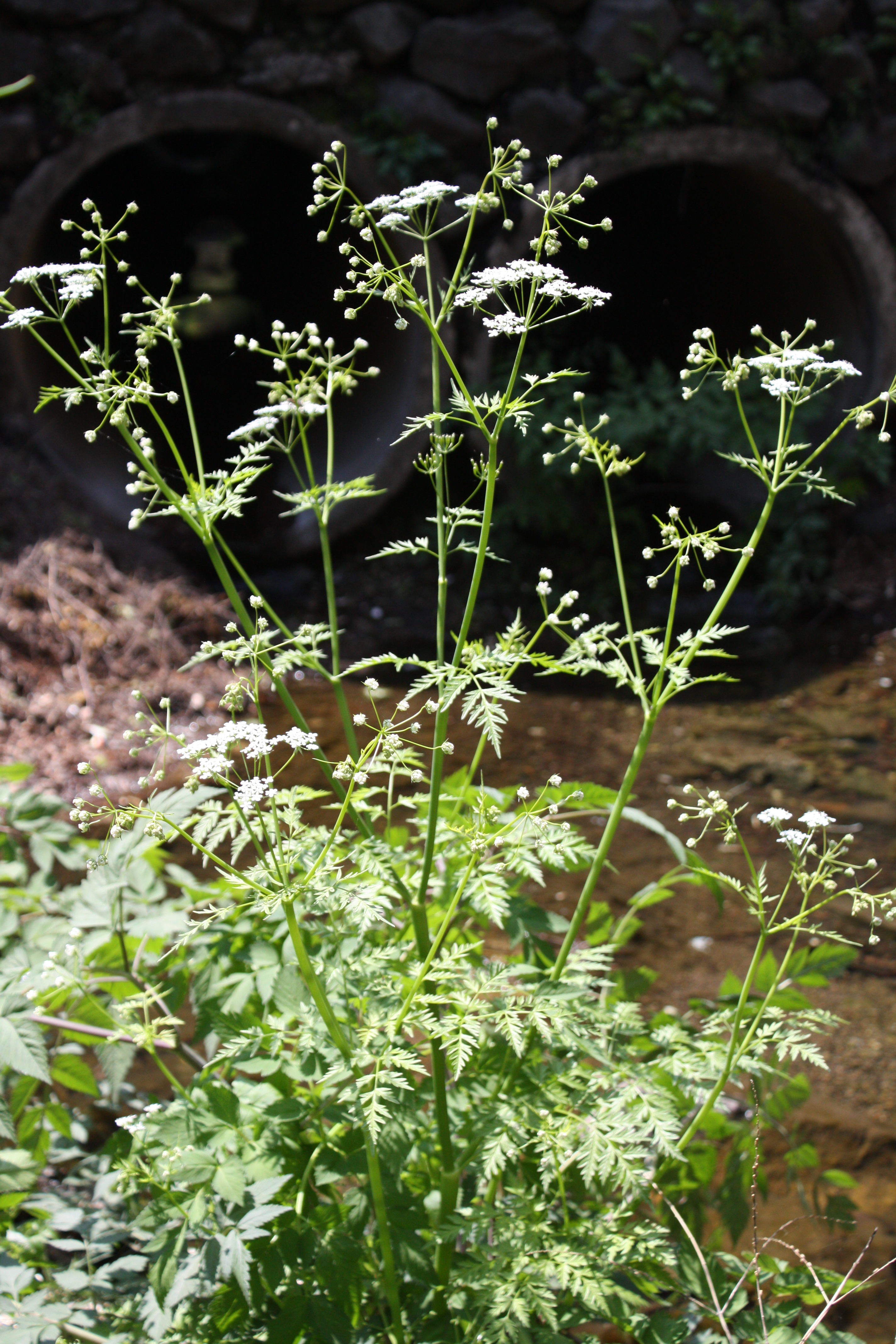
Un plant de cerfeuil sauvage.

Le nom scientifique anthriscum  ou le nom vernaculaire Anthrisque désignait autrefois le cerfeuil sauvage.
La plante porte aussi comme noms vernaculaires « persil sauvage », « persil des bois », « persil d'âne », « cerfeuil d'âne » et « ciguë blanche » (en raison de sa ressemblance avec la grande et la petite ciguë).

## Description
Ses principales caractéristiques sont :

### Appareil végétatif
Plante bisannuelle ou vivace, fétide, à souche épaisse et allongée, elle a une tige dressée vert franc, creuse, cannelée, à nœuds un peu renflés, glabre sur sa partie supérieure (alors que celle du Cerfeuil des fous, plante toxique, est pleine, a des poils raides sur toute sa longueur et est tachetée comme les Ciguës), poussant à une hauteur de 60 à 170 cm. Les feuilles de 15 à 30 cm de long sont luisantes, les inférieures à long pétiole égalant environ le limbe ou plus court. Ces feuilles sont bi à tripennatiséquées, à segments oblongs-lancéolés, rapprochés, subaigu.

### Appareil reproducteur

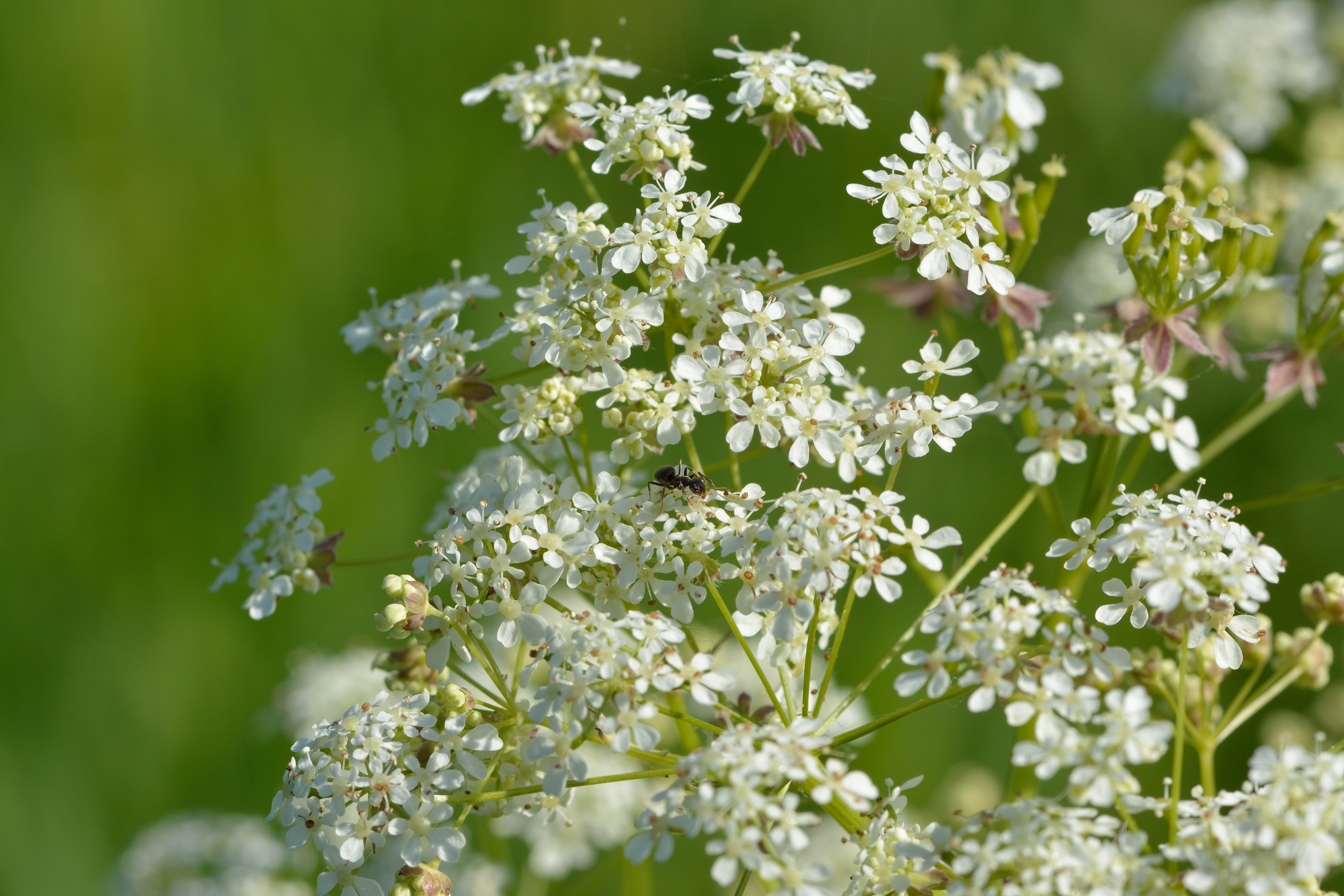
Inflorescences

La période de floraison s'étend d'avril à juillet. L'inflorescence est une ombelle d'ombellules (l'ombelle portant de 7 à 16 rayons presque égaux, l'ombellule de 8 à 12 rayons secondaires), avec un involucre nul (bractées rapidement caduques dès la floraison) tandis que l'involucelle est composée de 5 folioles lancéolées réfléchies. Les fleurs blanches, de petite taille (3,5-4 mm de diamètre) et sans calice en raison de l'inflorescence relativement condensée, sont portées par un pédoncule long et glabre. L'ombelle est en effet souvent polygame, ce qui se traduit par un dimorphisme floral : les fleurs centrales sont bisexuées ou femelles et actinomorphes et comportent une corolle formée de 5 pétales égaux, mais légèrement plus grands sur l'extérieur dans les fleurs périphériques mâles ou stériles et zygomorphes, contribuant à faire de l'ombelle une simili-fleur. Les périphériques servent essentiellement d'organes d'attraction pour les insectes pollinisateurs et les centrales sont surtout réservées à la reproduction. Les fleurs à pollinisation entomogame ont un androcée constitué de 5 étamines alternipétales (androcée isostémone) ; l'ovaire infère issu de deux carpelles soudés, porte deux styles dressés qui s'élargissent à la base en un disque ou coussinet nectarifère (stylopode). Les fruits, noirs et secs, sont des schizocarpes (diakènes) lisses et luisants, à bec très court. La dissémination des graines (noires à brunes, 0,7 à 1 cm de longueur) est barochore.

## Répartition et habitat
La plante  trouvée dans une grande partie de l'Eurasie et dans les zones montagneuse d'Afrique. On la trouve notamment en France.
Cette plante rudérale est favorisée par le défrichement qui assèche le sol et fait disparaître les éléments mésophytiques. Elle fait ainsi souvent partie de la végétation anthropogène (prairies amendées, talus, haies, chemins, avec de nombreuses graminées), nitrophile à dominance d’espèces vivaces, eurosibérienne et méditerranéenne. Elle est également une espèce indicatrice du type d’habitat installé en lisière forestière nitrophile, hygrocline et demi-sciaphile. En France, elle est rattachée aux alliances phytosociologiques suivantes : prairies (Arrhenatheretalia), aulnaies-frênaies (Alno-Padion), chênaies (Carpino-Fagenalia) ; lisières (Trifolion medii, Geo-Alliarion, Calystegion) ; hêtraies, hêtraies-sapinières (Fagion sylvaticae).

## Utilisations

### Alimentaire
Les jeunes feuilles, fleurs et les jeunes fruits sont comestibles quoique d'un goût plus fort que ceux de sa congénère le cerfeuil (Anthriscus cerefolium), et à la limite du déplaisant. Les feuilles et les tiges florales se mangent crues ou finement hachées dans les salades ou peuvent être cuites en légumes. Les boutons floraux tendres peuvent parfumer salades et tartines beurrées ou être conservés dans du vinaigre épicé pour les manger comme apéritif. Les graines sont employées en condiment comme celles de carvi, aromatisant divers plats.

### Médicinale
Plante médicinale utilisée en Chine depuis l'Antiquité, elle passe pour être stimulante, digestive stomachique, diurétique, dépurative et sudorifique.

### Toxicité
Bien que certaines parties soient consommées, le cerfeuil sauvage présente une certaine toxicité.
- Les racines contiennent de la déoxypodophyllotoxine (ou anthricine), entre 3 et 58 %, un lignane cytotoxique et antimitotique[11]. Ce composé agit en bloquant la polymérisation de la tubuline, provoquant l'arrêt du cycle cellulaire et l'apoptose (empêchant la division cellulaire et créant une mort cellulaire). Cette toxicité élevée rend les racines impropres à la consommation et en fait la partie la plus toxique de la plante[12],[13].
- Les feuilles contiennent également des lignanes cytotoxiques, entre 2 et 17 %[11]. La quantité est très variable, mais non négligeable. La quantité de lignanes dans les parties aériennes tend à diminuer au fil de la croissance de la plante, qui est plus importante dans les jeunes feuilles[14].

Bien que cela ne soit pas documenté par des études récentes, la plante serait un puissant abortif
Les parties aériennes doivent donc être consommées avec modération et occasionnellement. Reduron considère la plante comme un « comestible suspect ».

## Risques de confusions et moyens de différenciations
Cueilli dans la nature pour ses parties comestibles (seule la racine n'est pas comestible, car contenant des molécules antimitotiques), le Cerfeuil sauvage ne doit en aucun cas être confondu ni avec la grande et la petite ciguë ni avec le cerfeuil des fous, trois plantes de la même famille qui lui ressemblent beaucoup. 
On l'en distingue par les critères suivants : 

Le cerfeuil des bois (ou « Anthrisque sauvage ») a :
- des parties poilues, dont une tige poilue (surtout vers le bas), alors que la ciguë est entièrement glabre ;
- une tige creuse ;
- des à-plats ou dégradés de couleur mauve-rosée à rougeâtres sur la tige et les pétioles, alors que la ciguë présente toujours des taches rouge-pourpre (notamment dans la partie inférieure) ;
- des feuilles souvent plus vertes que celles de la grande ciguë (qui sont généralement plus glauques) ;
- des pétioles dont la face intérieure est en gouttière, alors que ceux de la grande ciguë sont tubulaires ;
- des feuilles bi- à tripennées, alors que celles de la grande ciguë sont plus découpées et divisées (composées trois à cinq fois). L'involucelle de la petite ciguë porte 1 à 5 longues bractéoles linéaires, pendantes, plus grandes.

Le Cerfeuil des bois se distingue assez facilement de la berce du Caucase (plante invasive produisant des toxines phototoxiques) car cette dernière atteint 2 mètres, a de grandes feuilles beaucoup moins divisées et produit d'énormes ombelles de 50 à 150 rayons. 
Le Cerfeuil des bois se distingue aussi du Cerfeuil penché (= ou Cerfeuil des fous = Chérophylle penché, Chaerophyllum temulum) aux feuilles plus glauques et à la tige tachetée comme celle de la Ciguë.